# الحوض المائي لسبو
الحوض المائي لنهر سبو أو حوض سبو هو حوض مائي نهري مغربي تبلغ مساحته حوالي 40 ألف كيلومتر مربع، وهو من أهم الأحواض في المغرب من حيث الموارد المائية.

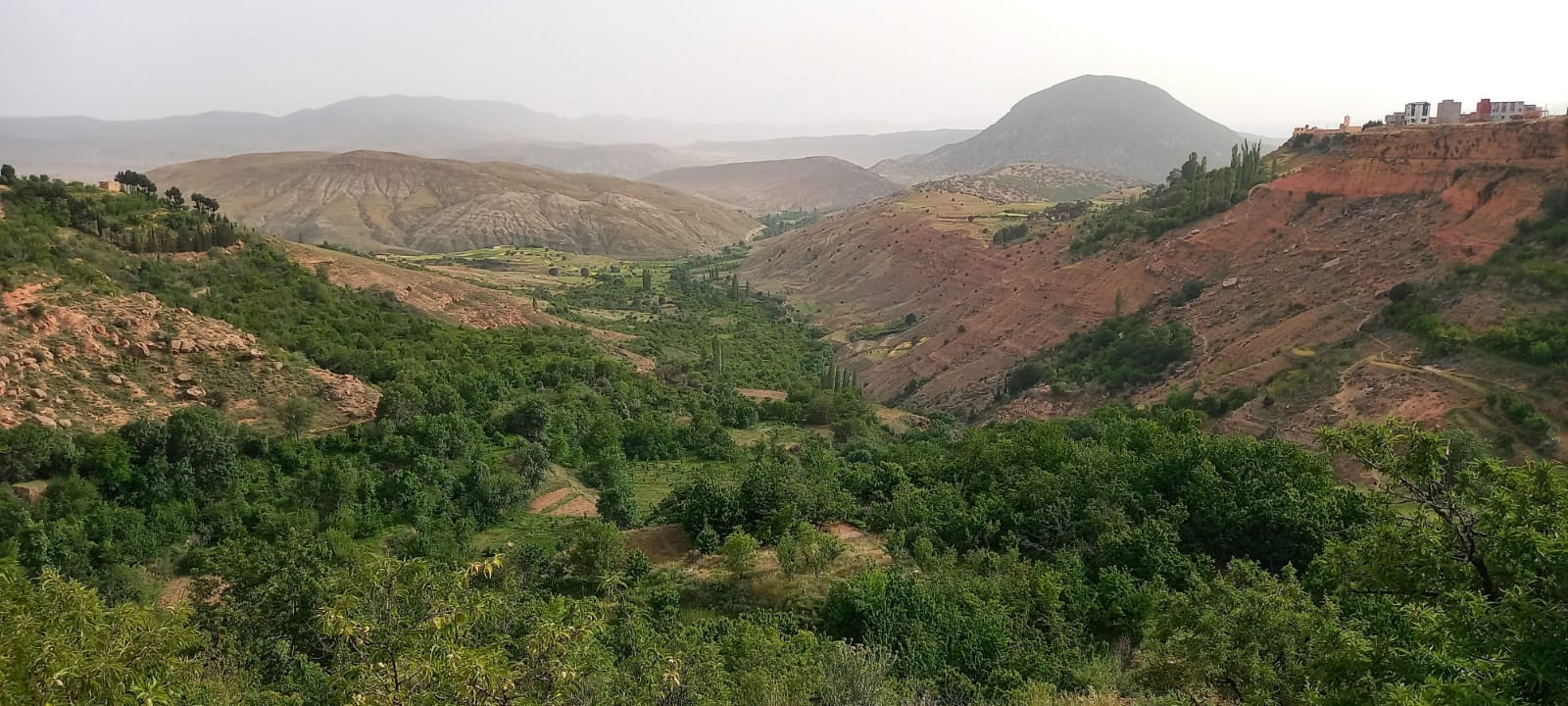
واد إيموزار مرموشة، من رواد الحوض المائي لسبو

## التوطين

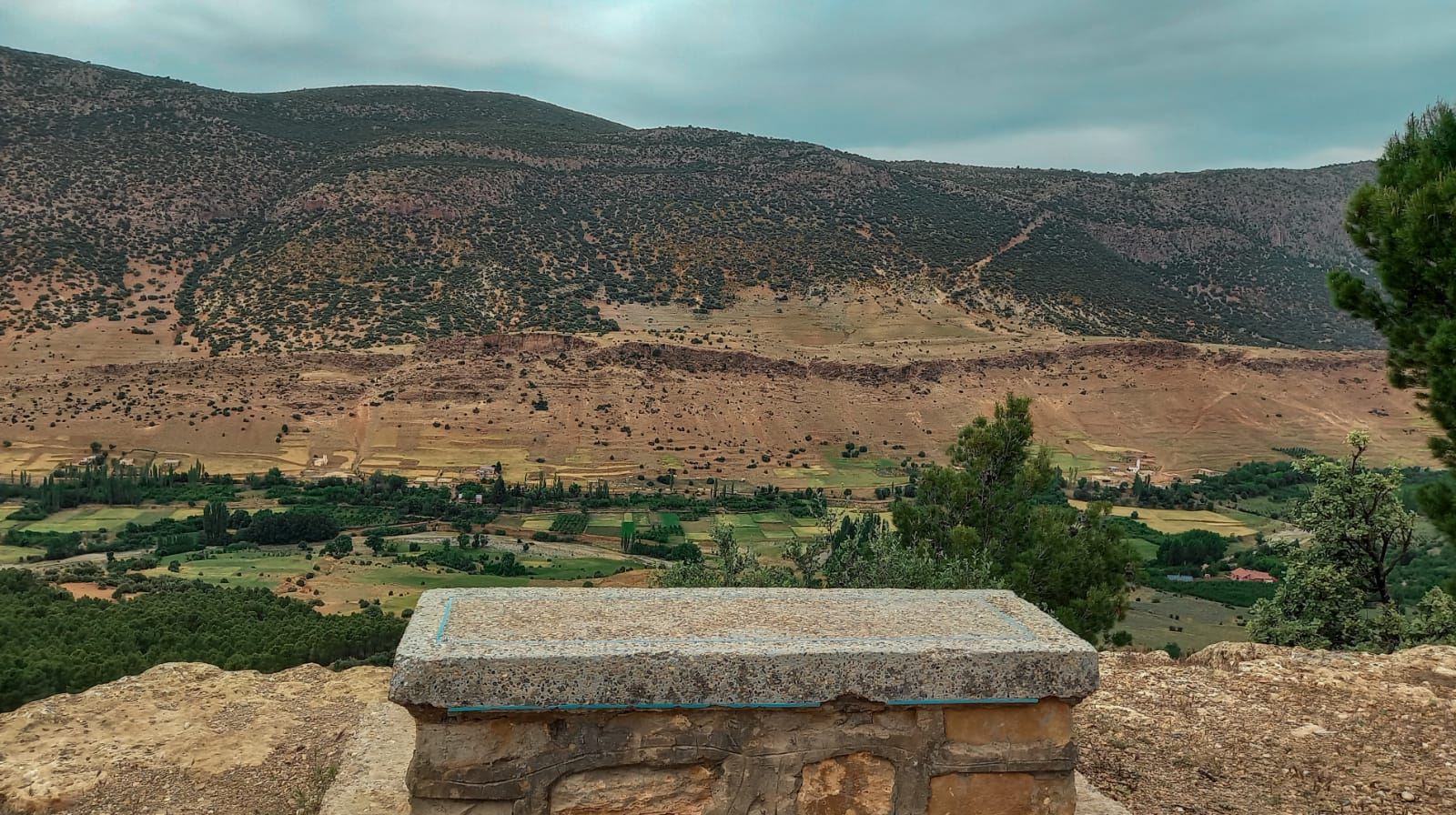
واد آيت ماما، من روافد الحوض المائي لسبو

يغطي حوض سبو كلياً أو جزئياً 4 جهات اقتصادية هي جهة فاس مكناس، جهة الرباط سلا القنيطرة، جهة طنجة تطوان الحسيمة جهة بني ملال خنيفرة. و17 عمالة وإقليم، منها 9 يغطيها كليا وهي مكناس والحاجب وفاس ومولاي يعقوب وصفرو وتاونات والقنيطرة وسيدي سليمان وسيدي قاسم و 8 يغطيها جزئيا هي إفران وبولمان وتازة وشفشاون ووزان والخميسات وخنيفرة والحسيمة.

## المياه السطحية

### المنبع
يقع منبع وادي سبو بمنطقة ڭيڭو في الأطلس المتوسط على ارتفاع 2030 م. ويقطع، 500 كلم قبل أن يصل إلى مصبه في المحيط الأطلسي عند مدينة المهدية قرب القنيطرة، ويغطي مساحة تقدر بحوالي 40 ألف كلم مربع.

### الشبكة الهيدروغرافية
يحتوي حوض سبو على ما يقرب من ثلث المياه السطحية في البلاد ويمكن تقسيمه هيدرولوجيًا إلى:
- سبو الأعلى، ينحدر من الأطلس المتوسط ويغطي مساحة 6000 كيلومتر مربع
- سبو الأوسط، ينحدر من الأطلس المتوسط ويغطي مساحة 5400 كيلومتر مربع
- نهر إيناون الذي ينحدر من منطقة تازة، ويتصل بالأطلس المتوسط، وويغطي مساحة قدرها 5200 كيلومتر مربع
- نهر ورغة، وهو الرافد الرئيسي لنهر سبو، ومساحته تبلغ حوالي 7300 كيلومتر مربع.
- واد بهت، وتبلغ مساحته حوالي 9000 كيلومتر مربع
- واد ردوم الذي ينضم إلى نهر سبو على مستوى سهل الغرب
- سبو الأسفل، وتبلغ مساحته حوالي 6000 كم مربع، ويعتبر مجرا مائي غير مستقر وغير كافي لدعم تدفقات السيول.[2]

### كمية المياه
يعرف الحوض عدم انتظام التساقطات، حيث يتميز منبع نهر سبو على مستوى سد علال الفاسي بالتدفق الدائم للمياه بفضل المنابع المائية، وخاصة منابع عين سبو وعين تيمدرين وعين وامندر. أما الروافد الأخرى لوادي سبو، لا سيما واد ورغة وواد إيناوين، فيعتمد جريانها على التساقطات المطرية خلال مواسم الأمطار. تبلغ الإمدادات المائية من الحوض 5.600 مليون م3 سنوياً (متوسط الفترة بين 1939-2002)، وتشمل:
- 2877 م3/السنة (57%) من حوض ورغة
- 615 م3/سنة (13%) من عالية نهر سبو.
- 363 مليون م3/السنة (8%) من حوض بهت.[2]

### السدود
يضم حوض سبو 11 سدًا كبيرًا و51 سدًا صغيرًا وبحيرات جبلية. من بين أهم السدود في الحوض، سد الوحدة، وهو ثاني أكبر سد في أفريقيا بسعة تخزينية تبلغ 3714 مم³. ويلعب هذا السد دورا حيويا في سقي سهل الغرب وحمايته من الفيضانات المدمرة لواد ورغة. تبلغ السعة التخزينية الإجمالية الحالية للسدود الكبيرة 11 في الحوض 6059 مم³، ما يسمح بتدبير حجم مياه إجمالي قدره 3230 مم³.
- سد الوحدة
- سد علال الفاسي
- سد اسفالو
- سد باب لوطا
- سد بوحدو
- سد القنصرة
- سد الحراسة
- سد إدريس الأول
- سد السهلة
- سد سيدي شاهد
- سد ولجة السلطان [4]

### البحيرات
تعتبر البحيرات الطبيعية خزانات للمياه العذبة بالحوض المائي لسبو، وتوفر فرصا للتنمية الاجتماعية والاقتصادية والبيئية في المنطقة. لبحيرات الطبيعية بحوص سبو أهمية إيكولوجية مهمة، لكن أغلبه مهدد بالتلوث والجفاف بسبب الأنشطة البشرية التي تستنزف الفرش المائية، توجد في حضو سبو حوالي 20 بحيرة طبيعية بين الدائمة والمؤقتة، أغلبها يقع في الأطلس المتوسط ومن أهمها:
- ضاية عوا
- ضاية إفراح
- ضاية إيفر
- بحيرة أفنورير
- ضاية أفرڭاع
- بحيرة أڭلمام سيدي علي
- بحيرة سيدي بوغابة
- بحيرة المرجة الزرقة [5]

## المياه الجوفية

### الفرش المائية
تمثل المياه الجوفية للحوض المائي لسبو حوالي 20% من الموارد المائية للمغرب. تتوزع هذه الموارد المائية، التي تقدر بـ 800 مم³ سنوياً، على عدة فرش مائية جوفية. تساهم موارد المياه الجوفية لحوض سبو في التنمية الاقتصادية والاجتماعية للحوض، من خلال ضمان إمداد المياه الصالحة للشرب والصناعية لجزء كبير من المراكز الحضرية والريفية، وتلبية الاحتياجات المائية للمناطق الزراعية المروية. هذه الفرش المائية معرضة للجفاف بسبب تغير المناخ والإفراط في الاستغلال والتلوث. من أهم الفرش المائية للحوض المائي لسبو:
- الفرشة المائية الجوفية لسايس.
- مرك الفرش المائية للمعمورة والغرب
- الفرشة المائية للأطلس المتوسط الهضبي
- الفرشة المائية بو عڭبة
- الفرشة المائية لممر فاس تازة
- الفرشة المائية للأطلس المتوسط الملتوي
- الفرشة المائية لتازة [6]

### منابع المياه
توجد بحوض سيبو على العديد من المنابع المائية المهمة للجريان المائي في الحوض، وللأنشطة الاقتصادية، خاصة الفلاحية، ترتكز أغلب هذه المنابع المائية بالأطلس المتوسط، ضمن جهة فاس مكناس.

## المناخ
يسود في الحوض النهري لسبو المناخ المتوسطي مع التأثير المحيطي، في حين يصبح المناخ قاريا داخل الحوض. يبلغ متوسط هطول الأمطار السنوي في الحوض 600 ملم، بحد أقصى 1000 ملم في السنة على مرتفعات الريف وبحد أدنى 300 ملم في وادي سبو العلوي وواد بهت. تعتبر السدود المتواجدة بالحوض من بين الأغنى في المغرب بالمياه العذبة، ما يخلق واحدة من أفضل المناطق من حيث الأراضي المروية والصناعات. يستقبل موسم الأمطار من أكتوبر إلى ماي حوالي 90٪ من إجمالي هطول الأمطار السنوي، ويستقبل موسم الجفاف، من يونيو إلى سبتمبر، حوالي 10٪ من إجمالي هطول الأمطار السنوي داخل الحوض.

## السكان
يبغ عدد السكان داخل الحوض حوالي 6.2 مليون نسمة (حسب إحصاء سنة 2004)، منهم 49% في المجال الحضري و51% في المناطق الريفية. يعتبر حوض سبو منطقة زراعية وصناعية بامياز، حيث تساهم بنسبة مهمة في الاقتصاد الوطني للمغرب.

## الاقتصاد

### الفلاحة
تبلغ المساحة الإجمالية المزروعة ب 1,750,000 هكتار، وتقدر المساحات المروية بـ 375.000 هكتار، منها 269.600 هكتار مروية حاليا، تتوزع بين:
• 114.000 هكتار من الوحدات الهيدروليكية الكبيرة
• 155.600 هكتار من الري الهيدروليكي والخاص.

### الصناعة
يتمتع حوض سبو بنشاط صناعي متطور، وتتوزع الوحدات الصناعية المهمة على نطاق الحوض هي بين مصانع السكر ومصانع الورق ومصانع الزيت والمدابغ ومصانع الأسمنت وصناعة النسيج.
• 209.000 طن من الورق
• 80 ألف طن من زيت الزيتون (65% من الإنتاج الوطني)
• 12.000 طن من الجلود (60% من الإنتاج الوطني)
• 3300 طن من الزيت المكرر
• إنتاج 1845 طن سكر (50% من الإنتاج الوطني)

### السياحة
لحوض سبو إمكانات سياحية مهمة، حيث توجد مدن إمبراطورية تعود لحضارات عمرها ألف عام، تشكل تراثًا عالميًا مثل مدينتي فاس ومكناس وموقع واليلي الروماني ومغارات فريواطو بمنطقة تازة.

## وكالة الحوض المائي لسبو
وكالة الحوض المائي لسبو هي مؤسسة عمومية تهتم بدراسة وإبداء الرأي في القضايا المتعلقة بتخطيط وإدارة المياه بالحوض المائي لسبو، ومن مهام هذه الوكالة:
- إجراء القياسات والتحقيقات وإجراء الدراسات اللازمة لتقييم ورصد تطور حالة الموارد المائية على المستويين الكمي والنوعي.
- تخطيط وإدارة والحفاظ على المياه والحد من آثار الظواهر المناخية، وخاصة الفيضانات والجفاف.
- وضع الخطة الرئيسية للتنمية المتكاملة للموارد المائية وخطط إدارة المياه محليا وخطة إدارة نقص المياه في حالة الجفاف والتأكد من تنفيذها.
- إدارة الموارد المائية بشكل متكامل والتحكم في استخدامها.
- تسليم الرخص والامتيازات الخاصة باستعمال المجال المائي العمومي، وإمساك سجل خاص بهذه الرخص والامتيازات.
- تدبير وحماية والحفاظ على عناصر الملك العام المائي والبيئات المائية والقيام، وصيانة المنشآت المائية العمومية للحوض.
- تقديم أي مساهمة مالية وأي مساعدة فنية للأشخاص العموميين أو الخاصين الذين يطلبونها للقيام بالدراسات والأعمال المتعلقة بتدبير المياه.
- المساهمة في البحث وتطوير تقنيات التعبئة والاستخدام الرشيد وحماية الموارد المائية بالشراكة مع المؤسسات العلمية والمختبرات المتخصصة.
- القيام ، بالشراكة مع الإدارات والمؤسسات العمومية والجماعات المحلية، بتنفيذ الإجراءات اللازمة للوقاية والحماية من الفيضانات.
- إبداء الرأي في أي مشروع يمكن أن يكون له تأثير على الموارد المائية والمجال المائي العام، بما في ذلك عقود الامتياز والمواصفات المتعلقة بتحلية مياه البحر.[7][8]

## مشروع الربط المائي بين الحوض المائي لسبو والحوض المائي لأبي رقراق
مشروع حوض سبو وحوض أبي رقراق أو الطريق السيار للماء بالمغرب، هو مشروع يندرج ضمن الأوراش الكبرى التي أطلقها ملك المغرب محمد السادس، ويهدف إلى حل مشكل ندرة المياه بعدد من مدن المملكة. يهدف المشروع إلى نقل الفائض المائي من حوض سبو إلى حوض أبي رقراق من أجل ضمان وتأمين الماء الشروب في محور الرباط والدار البيضاء ومراكش بالماء الصالح للشرب ومياه السقي.